# Amal Club de Belksiri
Maillots
L'Amal Club de Belksiri (en arabe : نادي أمل بلقصيري), plus couramment abrégé en Amal Belksiri, est un club marocain de football fondé en 1946, et basé dans la ville de Mechra Bel Ksiri.
Le club évolue actuellement dans le Botola Amateurs2.

## Histoire
Le club évolue en première division lors des saisons 1985-1986 et 1986-1987. Il se classe à chaque fois dernier du championnat.